# Selección de fútbol de Eslovaquia
La selección de fútbol de Eslovaquia (en eslovaco: Slovenské národné futbalové mužstvo) es el equipo representativo del país en las competiciones oficiales. La selección es controlada por la Asociación Eslovaca de Fútbol (SFZ), el órgano rector del fútbol en Eslovaquia y miembro de la UEFA. El capitán del equipo eslovaco es Milan Škriniar y su entrenador actual es el Italiano Francesco Calzona. Eslovaquia es uno de los equipos nacionales de fútbol más recientes del mundo, después de haberse separado de la selección de fútbol de Checoslovaquia tras la disolución del estado unificado en 1993, con la selección de República Checa como sucesor del equipo checoslovaco. Eslovaquia mantiene su propia selección nacional que compite en los principales torneos profesionales.
Eslovaquia se clasificó para la Copa Mundial de la FIFA de 2010 después de ganar su grupo de clasificación a pesar de dos derrotas contra Eslovenia, y avanzó más allá de la fase de grupos después de una victoria por 3–2 frente a Italia, antes de quedar eliminada del torneo en octavos de final por dos goles a uno contra el subcampeón Países Bajos. Era la primera vez que el equipo eslovaco debutaba como país independiente en un torneo internacional importante, después de una ausencia de 50 años debido a haber sido representado por el equipo de Checoslovaquia.
Los colores tradicionales del equipo eslovaco son el blanco y el azul. Su uniforme como local suele ser totalmente blanco y el visitante completamente azul, aunque las primeras equipaciones de antes de la Segunda Guerra Mundial tenían variaciones. La selección eslovaca actualmente no tiene un estadio fijo donde disputa sus partidos como local. Históricamente ha sido el Tehelné pole en Bratislava, pero fue demolido en 2013 y se está construyendo un nuevo estadio nacional en su lugar. Otros estadios donde juega es el Stadion Pasienky, también de la capital, el Štadión pod Dubňom, en Žilina o el Štadión Antona Malatinského, en Trnava.

## Historia

### Orígenes y periodo checoslovaco (1939-1993)

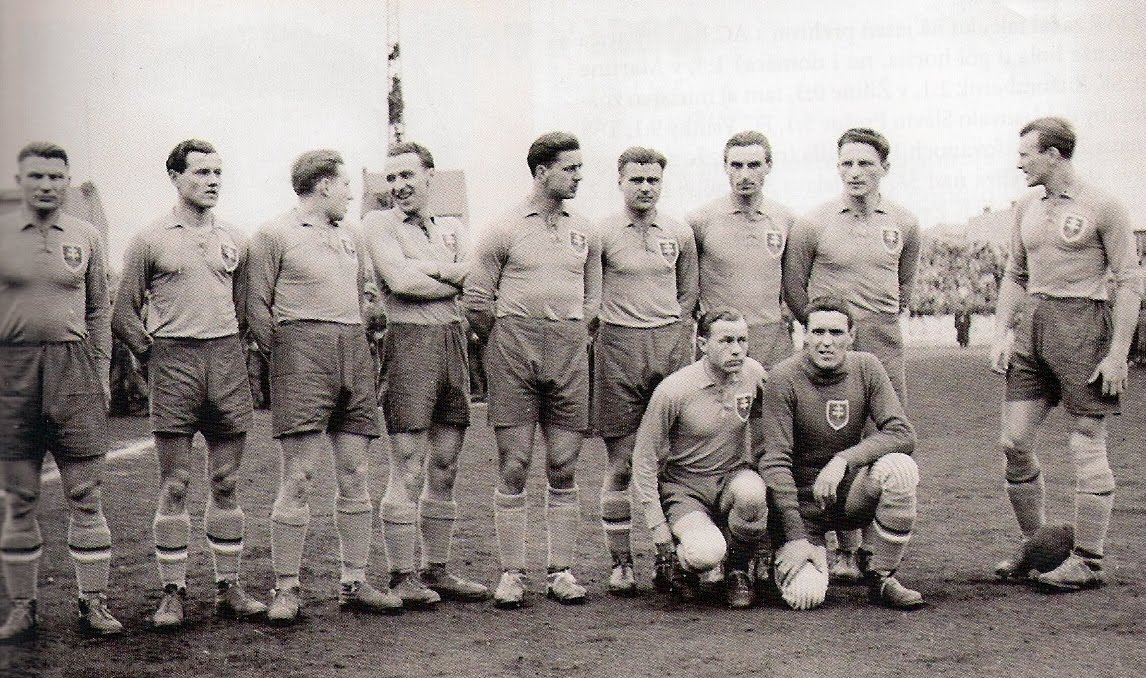
El equipo nacional eslovaco anterior a 1945.

Tras la Primera Guerra Mundial, la formación del estado de Checoslovaquia permitió la creación de su selección nacional, en el que participaban los jugadores de origen eslovaco.
Durante la Segunda Guerra Mundial, la invasión del Tercer Reich a Bohemia y Moravia, permitió la independencia de Eslovaquia entre 1939 y 1945. Durante este corto período, nació la primera Selección Eslovaca, que jugó un total de 14 partidos, su primer partido oficial se jugó en Bratislava contra Alemania el 27 de agosto de 1939 y terminó con una victoria de Eslovaquia por 2-0.  Tras ese período, los eslovacos siguieron participando como miembros de Checoslovaquia, la cual obtuvo el subcampeonato de la Copa Mundial de Fútbol de 1934 y de 1962 y el título de la Eurocopa 1976 (8 de los 11 jugadores que derrotaron a Alemania Occidental en la final eran eslovacos).

### Independencia de Eslovaquia y debut internacional (1993-2008)
En 1993, durante el proceso clasificatorio para la Copa Mundial de Fútbol de 1994, se produjo la división de Checoslovaquia en la República Checa y la República Eslovaca, por lo que el equipo checoslovaco terminó el torneo como el Equipo de los Checos y Eslovacos. Posteriormente, esta selección se disolvió, dando origen a las actuales selecciones nacionales de fútbol de la República Checa (considerada oficialmente por FIFA y UEFA como sucesora del combinado de Checoslovaquia) y la de Eslovaquia.
El primer partido oficial de Eslovaquia después de su independencia fue una victoria por 1-0 en Dubái sobre los Emiratos Árabes Unidos el 2 de febrero de 1994. Su primer partido en suelo eslovaco fue una victoria por 4-1 sobre Croacia en Bratislava el 20 de abril de 1994. Eslovaquia sufrió su mayor derrota el 22 de junio de 1995, en Mendoza, contra Argentina, perdiendo por un 6-0. 
Eslovaquia intentó clasificarse para un campeonato importante por primera vez, en la fase de clasificación para la Eurocopa 1996, pero terminó en tercer lugar, detrás de Rumania y Francia, registrando victorias contra Polonia, Israel y Azerbaiyán, dos veces. En las eliminatorias para el Mundial de 1998, Eslovaquia terminó cuarta en su grupo de seis equipos con cinco victorias, un empate y cuatro derrotas. Sus primeros cuatro partidos fueron victorias, una de ellas contra sus vecinos checos, lo que ayudó al equipo a alcanzar su clasificación mundial de la FIFA más alta hasta la fecha, el puesto 17.

### Debut Mundialista: Sudáfrica 2010

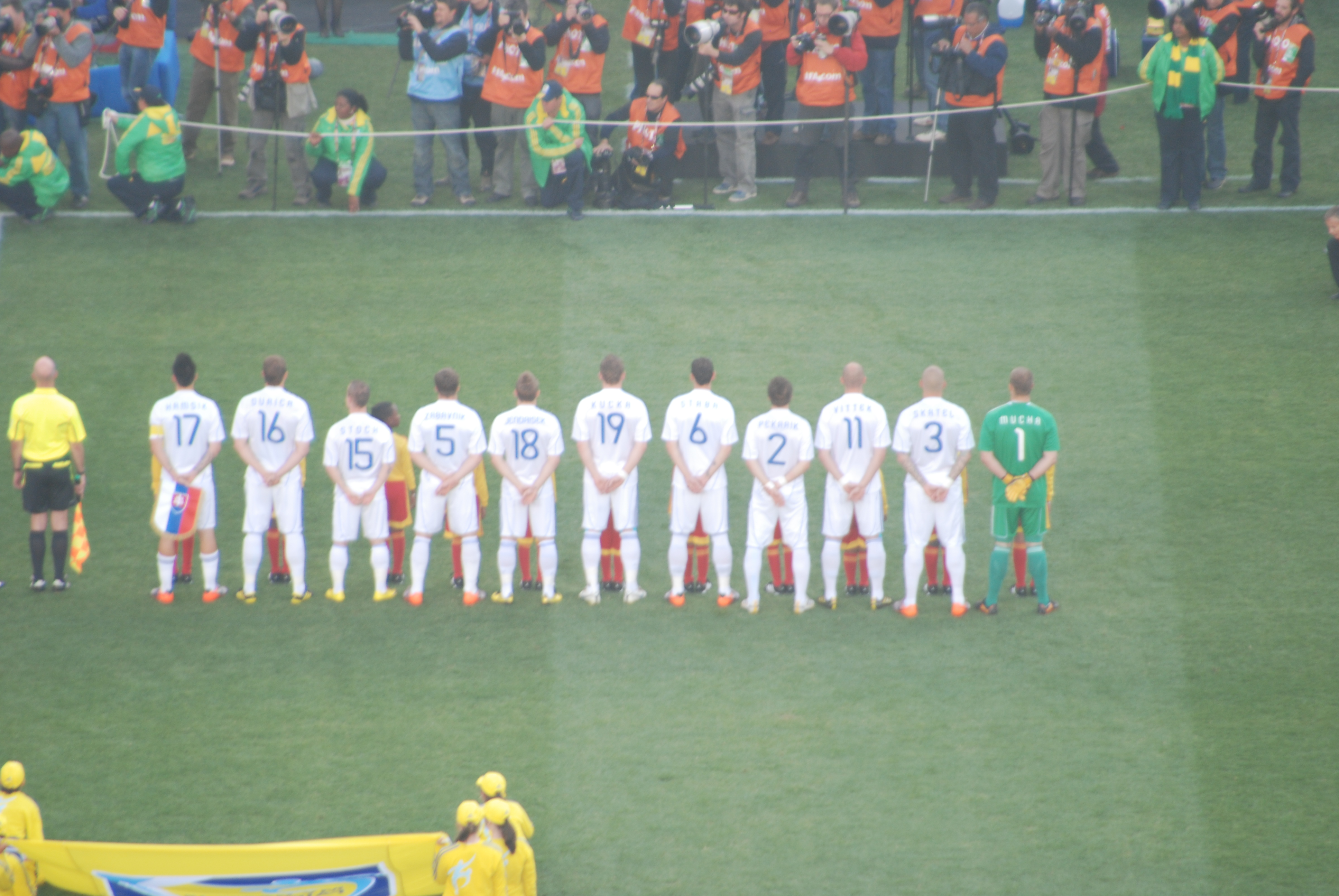
Eslovaquia ante en Sudáfrica 2010

Eslovaquia se clasificó a la Copa Mundial de Fútbol por primera vez como nación independiente después de terminar en primer lugar en su grupo por delante de Eslovenia, República Checa, Irlanda del Norte y Polonia. El 14 de octubre de 2009, consiguieron la clasificación con una victoria a domicilio por 1-0 contra Polonia. En su partido debut empató con Nueva Zelanda 1-1, Róbert Vittek anotó el primer gol de su país en un mundial. Perdió con Paraguay por 2-0, pero sorprendió al mundo al vencer y a la vez eliminar a nada menos que al último campeón Italia 3-2 con goles del mismo Vitték y Kamil Kopúnek. El resultado llevó a Eslovaquia a octavos y eliminó a Italia, que terminó última en el grupo.[13] 
En los octavos de final, Eslovaquia se enfrentó a Países Bajos, donde perdió por un parcial 2-0; sin embargo Róbert Vittek, empató desde el punto penal para así poner el definitivo 2-1. 16] A pesar de la eliminación, el gol devolvió a Vittek a la cima de la tabla de goleadores junto con David Villa hasta que el propio Villa anotó más tarde contra Portugal en la victoria de España por 1-0 en la misma etapa del torneo. 

### Fracaso clasificatorio a torneos internacionales (2011-2015)
Para la clasificación para la Eurocopa 2012, Eslovaquia se enfrentó a Rusia, la República de Irlanda, Armenia, Macedonia y Andorra. La buena campaña en Sudáfrica impulsó el rendimiento del equipo antes de las eliminatorias, que comenzaron en septiembre con dos victorias por 1-0 contra Macedonia en Štadion Pasienky y Rusia

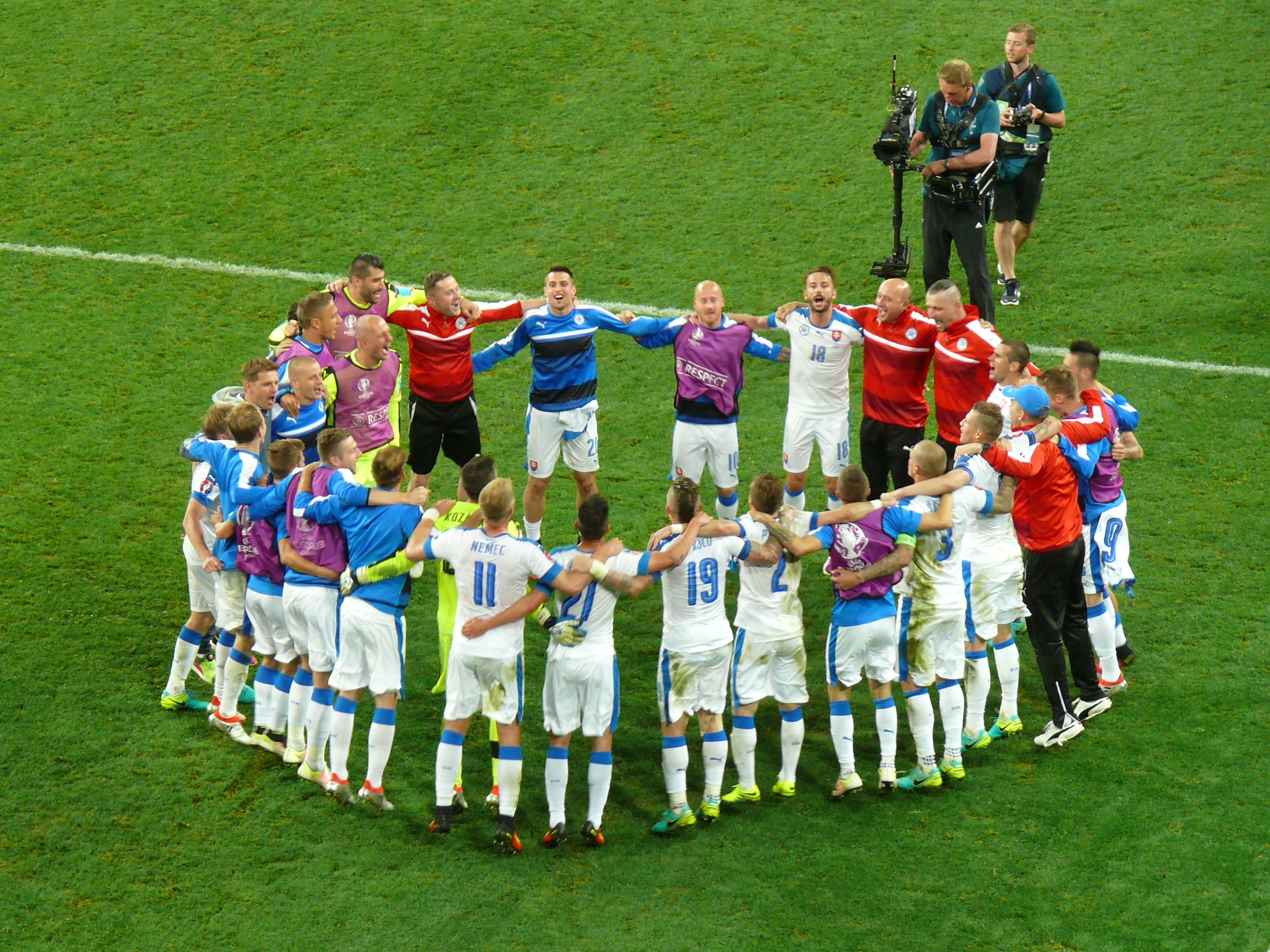
Eslovaquia celebra al vencer a en la Eurocopa 2016

 fuera de casa. En octubre, sin embargo, fueron fácilmente derrotados en Armenia (3-1) y empataron 1-1 contra la República de Irlanda en casa. En febrero de 2011, el equipo quedó atónito en una derrota amistosa por 2-1 contra Luxemburgo y sólo pudo vencer a los pececillos del grupo Andorra por un gol. A pesar de crear mejores oportunidades, Eslovaquia logró un empate sin goles ante Irlanda. Cuatro días después, tras crear ocasiones en una primera parte sin goles, Eslovaquia concedió cuatro goles a Armenia en un partido que eliminó al equipo. En los dos últimos partidos del grupo, Eslovaquia fue derrotada en casa por Rusia (1-0) y empató 1-1 en Macedonia, terminando en una mediocre cuarta posición y anotando sólo siete goles en todo el proceso. Además, por primera vez desde el proceso de clasificación para la Eurocopa de 1996, Eslovaquia terminó una campaña de clasificación con un diferencial de goles negativo. A raíz de este resultado, el técnico Vladimír Weiss dejó su puesto después de cuatro años completos, siendo sustituido por sus asistentes Michal Hipp y Stanislav Griga, aunque ambos fueron sustituidos posteriormente por malos resultados. A finales de junio, el exfutbolista de la selección checoslovaca Ján Kozák se convirtió en el entrenador en jefe y siguió la fallida campaña de clasificación con una victoria en Bosnia y Herzegovina seguida de dos derrotas ante Bosnia y Grecia. 
Se clasificó para la Eurocopa 2016 donde debutaron perdiendo con Gales 2-1 , le lograron ganar a Rusia 2-1 y empataron con Inglaterra a cero. Pudo llegar a octavos de final, pero cayeron 3-0 ante Alemania.

## Uniforme

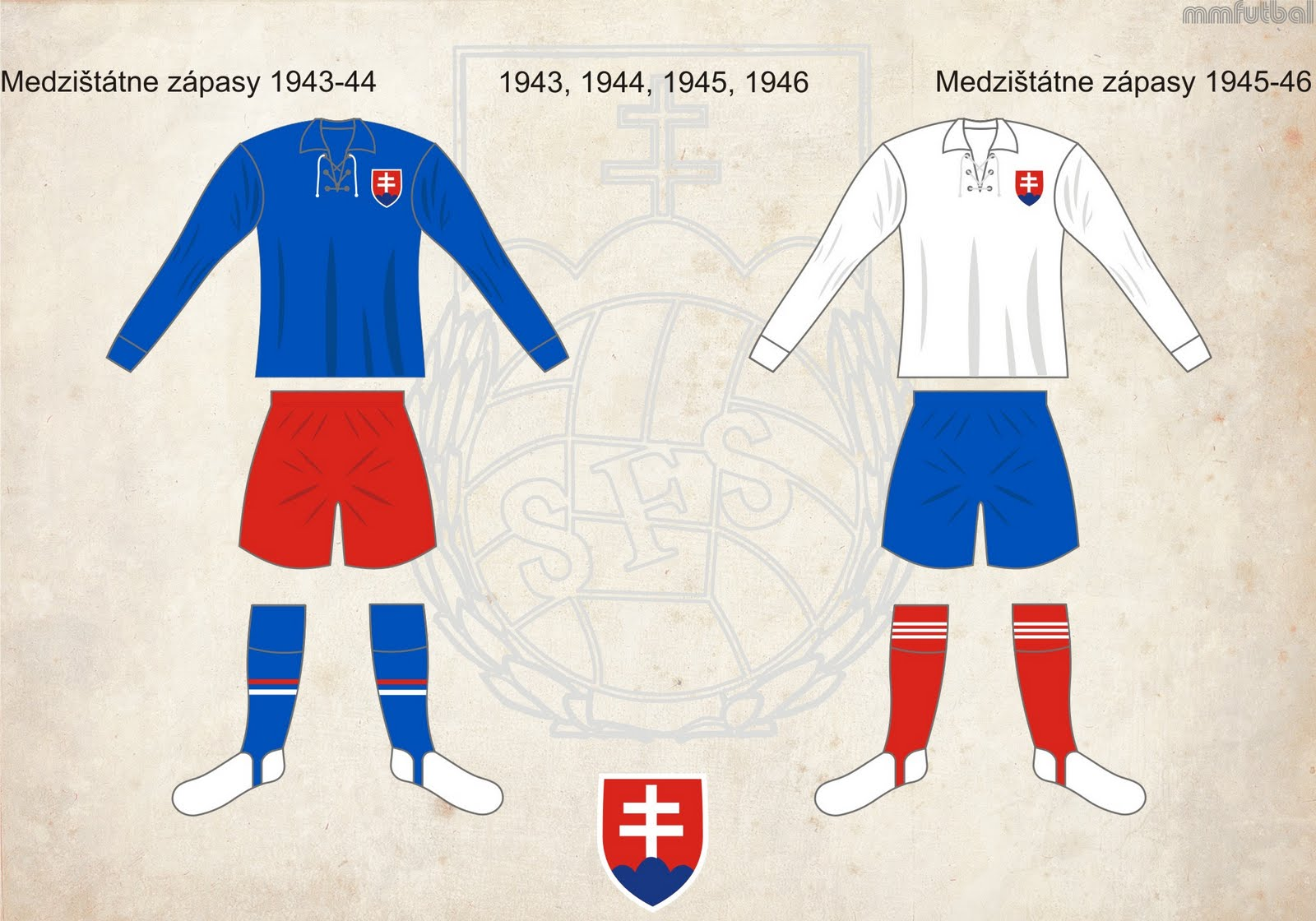
Uniformes de Eslovaquia durante la Segunda Guerra Mundial.

El uniforme que utilizaba Eslovaquia en sus partidos como local antes de unirse en la selección checoslovaca y desde el 1993 era azul, pero posteriormente cambió su uniforme de local de azul a totalmente blanco. La equipación eslovaca de local es camiseta, pantalón y medias blancos, mientras que la segunda equipación, o de visitante, es totalmente azul. También se ha utilizado una combinación de camiseta azul y pantalón blanco en algunos partidos. El proveedor oficial deportivo fue el Puma, que había firmado un acuerdo a largo plazo con la Asociación Eslovaca hasta 2026, pero en 2016 la Asociación anunció que el contrato había sido rescindido y que la selección nacional sería proporcionada por Nike, quien anteriormente proporcionó el equipo de 1995 a 2005.
| Firma          | Años      |
| -------------- | --------- |
| Le Coq Sportif | 1993–1995 |
| Lotto          | 1995–2000 |
| Nike           | 2000–2006 |
| Adidas         | 2006–2012 |
| Puma           | 2012–2016 |
| Nike           | 2016-     |

## Estadio
La selección eslovaca, desde la disolución de Checoslovaquia en 1993, ha utilizado tradicionalmente el estadio Tehelné pole en Bratislava, sede habitual del Slovan Bratislava. Sin embargo, el estadio fue demolido en 2013 y se está construyendo un nuevo estadio nacional en su lugar, que reunirá todas las comodidades exigidas por la UEFA y donde se espera que juegue habitualmente la selección. La federación también ha utilizado otros estadios como el Stadion Pasienky, también de la capital, el Štadión pod Dubňom, en Žilina o el Štadión Antona Malatinského, en Trnava.

## Rivalidades
El rival tradicional de Eslovaquia, tanto en fútbol como en todos los deportes, es la República Checa. Ambos jugaron dos veces en la clasificación para la Copa Mundial de Fútbol de 1998, ganando por 2–1 en Bratislava y perder 3–0 en Praga con ambos equipos ya eliminados. Los dos vecinos volverían a jugar otra vez en 2008 y 2009 como parte de la fase de clasificación para la Copa Mundial de la FIFA 2010. En estos dos encuentros el resultado fue de un empate 2–2 en Bratislava y una victoria eslovaca 2–1 en Praga. Eslovaquia y República Checa también se encontraron en la clasificación para la Eurocopa 2008 y los eslovacos perdieron los dos partidos, 3-1 en Praga y 0-3 en Bratislava.

## Últimos partidos y próximos encuentros
Actualizado al último partido jugado el 7 de junio de 2025.
| Fecha      | Ciudad                | Local      | Resultado      | Visitante  | Competición                     |
| ---------- | --------------------- | ---------- | -------------- | ---------- | ------------------------------- |
| 17-06-2024 | Frankfurt             | Bélgica    | 0:1 (0:1)      | Eslovaquia | Eurocopa 2024                   |
| 21-06-2024 | Düsseldorf            | Eslovaquia | 1:2 (1:0)      | Ucrania    | Eurocopa 2024                   |
| 26-06-2024 | Frankfurt             | Eslovaquia | 1:1 (1:1)      | Rumania    | Eurocopa 2024                   |
| 30-06-2024 | Gelsenkirchen         | Inglaterra | 2:1 (0:1)      | Eslovaquia | Eurocopa 2024                   |
| 05-09-2024 | Tallin                | Estonia    | 0:1 (0:0)      | Eslovaquia | Liga de Naciones UEFA 24/25     |
| 08-09-2024 | Košice                | Eslovaquia | 2:0 (2:0)      | Azerbaiyán | Liga de Naciones UEFA 24/25     |
| 11-10-2024 | Bratislava            | Eslovaquia | 2:2 (1:2)      | Suecia     | Liga de Naciones UEFA 24/25     |
| 14-10-2024 | Bakú                  | Azerbaiyán | 1:3 (1:1)      | Eslovaquia | Liga de Naciones UEFA 24/25     |
| 16-11-2024 | Solna                 | Suecia     | 2:1 (1:1)      | Eslovaquia | Liga de Naciones UEFA 24/25     |
| 19-11-2024 | Trnava                | Eslovaquia | 1:0 (0:0)      | Estonia    | Liga de Naciones UEFA 24/25     |
| 20-03-2025 | Bratislava            | Eslovaquia | 0:0 (0:0)      | Eslovenia  | Liga de Naciones UEFA 24/25     |
| 23-03-2025 | Liubliana             | Eslovenia  | 1:0 (0:0, 0:0) | Eslovaquia | Liga de Naciones UEFA 24/25     |
| 07-06-2025 | Heraclión             | Grecia     | 4:1 (1:1)      | Eslovaquia | Partido amistoso                |
| 10-06-2025 | Debrecen              | Eslovaquia | -:-            | Israel     | Partido amistoso                |
| 04-09-2025 | Bandera de Eslovaquia | Eslovaquia | -:-            | Alemania   | Clasificación Copa Mundial 2026 |
| 07-09-2025 | Bandera de Luxemburgo | Luxemburgo | -:-            | Eslovaquia | Clasificación Copa Mundial 2026 |

## Estadísticas

### Copa Mundial de Fútbol
| Año   | Ronda                   | Posición                | PJ                      | PG                      | PE                      | PP                      | GF                      | GC                      | Dif.                    | Goleador                |
| ----- | ----------------------- | ----------------------- | ----------------------- | ----------------------- | ----------------------- | ----------------------- | ----------------------- | ----------------------- | ----------------------- | ----------------------- |
| 1930  | Parte de Checoslovaquia | Parte de Checoslovaquia | Parte de Checoslovaquia | Parte de Checoslovaquia | Parte de Checoslovaquia | Parte de Checoslovaquia | Parte de Checoslovaquia | Parte de Checoslovaquia | Parte de Checoslovaquia | Parte de Checoslovaquia |
| 1934  | Parte de Checoslovaquia | Parte de Checoslovaquia | Parte de Checoslovaquia | Parte de Checoslovaquia | Parte de Checoslovaquia | Parte de Checoslovaquia | Parte de Checoslovaquia | Parte de Checoslovaquia | Parte de Checoslovaquia | Parte de Checoslovaquia |
| 1938  | Parte de Checoslovaquia | Parte de Checoslovaquia | Parte de Checoslovaquia | Parte de Checoslovaquia | Parte de Checoslovaquia | Parte de Checoslovaquia | Parte de Checoslovaquia | Parte de Checoslovaquia | Parte de Checoslovaquia | Parte de Checoslovaquia |
| 1950  | Parte de Checoslovaquia | Parte de Checoslovaquia | Parte de Checoslovaquia | Parte de Checoslovaquia | Parte de Checoslovaquia | Parte de Checoslovaquia | Parte de Checoslovaquia | Parte de Checoslovaquia | Parte de Checoslovaquia | Parte de Checoslovaquia |
| 1954  | Parte de Checoslovaquia | Parte de Checoslovaquia | Parte de Checoslovaquia | Parte de Checoslovaquia | Parte de Checoslovaquia | Parte de Checoslovaquia | Parte de Checoslovaquia | Parte de Checoslovaquia | Parte de Checoslovaquia | Parte de Checoslovaquia |
| 1958  | Parte de Checoslovaquia | Parte de Checoslovaquia | Parte de Checoslovaquia | Parte de Checoslovaquia | Parte de Checoslovaquia | Parte de Checoslovaquia | Parte de Checoslovaquia | Parte de Checoslovaquia | Parte de Checoslovaquia | Parte de Checoslovaquia |
| 1962  | Parte de Checoslovaquia | Parte de Checoslovaquia | Parte de Checoslovaquia | Parte de Checoslovaquia | Parte de Checoslovaquia | Parte de Checoslovaquia | Parte de Checoslovaquia | Parte de Checoslovaquia | Parte de Checoslovaquia | Parte de Checoslovaquia |
| 1966  | Parte de Checoslovaquia | Parte de Checoslovaquia | Parte de Checoslovaquia | Parte de Checoslovaquia | Parte de Checoslovaquia | Parte de Checoslovaquia | Parte de Checoslovaquia | Parte de Checoslovaquia | Parte de Checoslovaquia | Parte de Checoslovaquia |
| 1970  | Parte de Checoslovaquia | Parte de Checoslovaquia | Parte de Checoslovaquia | Parte de Checoslovaquia | Parte de Checoslovaquia | Parte de Checoslovaquia | Parte de Checoslovaquia | Parte de Checoslovaquia | Parte de Checoslovaquia | Parte de Checoslovaquia |
| 1974  | Parte de Checoslovaquia | Parte de Checoslovaquia | Parte de Checoslovaquia | Parte de Checoslovaquia | Parte de Checoslovaquia | Parte de Checoslovaquia | Parte de Checoslovaquia | Parte de Checoslovaquia | Parte de Checoslovaquia | Parte de Checoslovaquia |
| 1978  | Parte de Checoslovaquia | Parte de Checoslovaquia | Parte de Checoslovaquia | Parte de Checoslovaquia | Parte de Checoslovaquia | Parte de Checoslovaquia | Parte de Checoslovaquia | Parte de Checoslovaquia | Parte de Checoslovaquia | Parte de Checoslovaquia |
| 1982  | Parte de Checoslovaquia | Parte de Checoslovaquia | Parte de Checoslovaquia | Parte de Checoslovaquia | Parte de Checoslovaquia | Parte de Checoslovaquia | Parte de Checoslovaquia | Parte de Checoslovaquia | Parte de Checoslovaquia | Parte de Checoslovaquia |
| 1986  | Parte de Checoslovaquia | Parte de Checoslovaquia | Parte de Checoslovaquia | Parte de Checoslovaquia | Parte de Checoslovaquia | Parte de Checoslovaquia | Parte de Checoslovaquia | Parte de Checoslovaquia | Parte de Checoslovaquia | Parte de Checoslovaquia |
| 1990  | Parte de Checoslovaquia | Parte de Checoslovaquia | Parte de Checoslovaquia | Parte de Checoslovaquia | Parte de Checoslovaquia | Parte de Checoslovaquia | Parte de Checoslovaquia | Parte de Checoslovaquia | Parte de Checoslovaquia | Parte de Checoslovaquia |
| 1994  | Parte de Checoslovaquia | Parte de Checoslovaquia | Parte de Checoslovaquia | Parte de Checoslovaquia | Parte de Checoslovaquia | Parte de Checoslovaquia | Parte de Checoslovaquia | Parte de Checoslovaquia | Parte de Checoslovaquia | Parte de Checoslovaquia |
| 1998  | No clasificó            | No clasificó            | No clasificó            | No clasificó            | No clasificó            | No clasificó            | No clasificó            | No clasificó            | No clasificó            | No clasificó            |
| 2002  | No clasificó            | No clasificó            | No clasificó            | No clasificó            | No clasificó            | No clasificó            | No clasificó            | No clasificó            | No clasificó            | No clasificó            |
| 2006  | No clasificó            | No clasificó            | No clasificó            | No clasificó            | No clasificó            | No clasificó            | No clasificó            | No clasificó            | No clasificó            | No clasificó            |
| 2010  | Octavos de final        | 16.º                    | 4                       | 1                       | 1                       | 2                       | 5                       | 7                       | -2                      | Róbert Vittek (4)       |
| 2014  | No clasificó            | No clasificó            | No clasificó            | No clasificó            | No clasificó            | No clasificó            | No clasificó            | No clasificó            | No clasificó            | No clasificó            |
| 2018  | No clasificó            | No clasificó            | No clasificó            | No clasificó            | No clasificó            | No clasificó            | No clasificó            | No clasificó            | No clasificó            | No clasificó            |
| 2022  | No clasificó            | No clasificó            | No clasificó            | No clasificó            | No clasificó            | No clasificó            | No clasificó            | No clasificó            | No clasificó            | No clasificó            |
| 2026  | Por disputarse          | Por disputarse          | Por disputarse          | Por disputarse          | Por disputarse          | Por disputarse          | Por disputarse          | Por disputarse          | Por disputarse          | Por disputarse          |
| 2030  | Por disputarse          | Por disputarse          | Por disputarse          | Por disputarse          | Por disputarse          | Por disputarse          | Por disputarse          | Por disputarse          | Por disputarse          | Por disputarse          |
| 2034  | Por disputarse          | Por disputarse          | Por disputarse          | Por disputarse          | Por disputarse          | Por disputarse          | Por disputarse          | Por disputarse          | Por disputarse          | Por disputarse          |
| Total | 1/22                    | 52.º                    | 4                       | 1                       | 1                       | 2                       | 5                       | 7                       | -2                      | Róbert Vittek (4)       |

### Eurocopa
| Año   | Ronda                   | Posición                | PJ                      | PG                      | PE                      | PP                      | GF                      | GC                      | Dif.                    | Goleador                 |
| ----- | ----------------------- | ----------------------- | ----------------------- | ----------------------- | ----------------------- | ----------------------- | ----------------------- | ----------------------- | ----------------------- | ------------------------ |
| 1960  | Parte de Checoslovaquia | Parte de Checoslovaquia | Parte de Checoslovaquia | Parte de Checoslovaquia | Parte de Checoslovaquia | Parte de Checoslovaquia | Parte de Checoslovaquia | Parte de Checoslovaquia | Parte de Checoslovaquia | Parte de Checoslovaquia  |
| 1964  | Parte de Checoslovaquia | Parte de Checoslovaquia | Parte de Checoslovaquia | Parte de Checoslovaquia | Parte de Checoslovaquia | Parte de Checoslovaquia | Parte de Checoslovaquia | Parte de Checoslovaquia | Parte de Checoslovaquia | Parte de Checoslovaquia  |
| 1968  | Parte de Checoslovaquia | Parte de Checoslovaquia | Parte de Checoslovaquia | Parte de Checoslovaquia | Parte de Checoslovaquia | Parte de Checoslovaquia | Parte de Checoslovaquia | Parte de Checoslovaquia | Parte de Checoslovaquia | Parte de Checoslovaquia  |
| 1972  | Parte de Checoslovaquia | Parte de Checoslovaquia | Parte de Checoslovaquia | Parte de Checoslovaquia | Parte de Checoslovaquia | Parte de Checoslovaquia | Parte de Checoslovaquia | Parte de Checoslovaquia | Parte de Checoslovaquia | Parte de Checoslovaquia  |
| 1976  | Parte de Checoslovaquia | Parte de Checoslovaquia | Parte de Checoslovaquia | Parte de Checoslovaquia | Parte de Checoslovaquia | Parte de Checoslovaquia | Parte de Checoslovaquia | Parte de Checoslovaquia | Parte de Checoslovaquia | Parte de Checoslovaquia  |
| 1980  | Parte de Checoslovaquia | Parte de Checoslovaquia | Parte de Checoslovaquia | Parte de Checoslovaquia | Parte de Checoslovaquia | Parte de Checoslovaquia | Parte de Checoslovaquia | Parte de Checoslovaquia | Parte de Checoslovaquia | Parte de Checoslovaquia  |
| 1984  | Parte de Checoslovaquia | Parte de Checoslovaquia | Parte de Checoslovaquia | Parte de Checoslovaquia | Parte de Checoslovaquia | Parte de Checoslovaquia | Parte de Checoslovaquia | Parte de Checoslovaquia | Parte de Checoslovaquia | Parte de Checoslovaquia  |
| 1988  | Parte de Checoslovaquia | Parte de Checoslovaquia | Parte de Checoslovaquia | Parte de Checoslovaquia | Parte de Checoslovaquia | Parte de Checoslovaquia | Parte de Checoslovaquia | Parte de Checoslovaquia | Parte de Checoslovaquia | Parte de Checoslovaquia  |
| 1992  | Parte de Checoslovaquia | Parte de Checoslovaquia | Parte de Checoslovaquia | Parte de Checoslovaquia | Parte de Checoslovaquia | Parte de Checoslovaquia | Parte de Checoslovaquia | Parte de Checoslovaquia | Parte de Checoslovaquia | Parte de Checoslovaquia  |
| 1996  | No clasificó            | No clasificó            | No clasificó            | No clasificó            | No clasificó            | No clasificó            | No clasificó            | No clasificó            | No clasificó            | No clasificó             |
| 2000  | No clasificó            | No clasificó            | No clasificó            | No clasificó            | No clasificó            | No clasificó            | No clasificó            | No clasificó            | No clasificó            | No clasificó             |
| 2004  | No clasificó            | No clasificó            | No clasificó            | No clasificó            | No clasificó            | No clasificó            | No clasificó            | No clasificó            | No clasificó            | No clasificó             |
| 2008  | No clasificó            | No clasificó            | No clasificó            | No clasificó            | No clasificó            | No clasificó            | No clasificó            | No clasificó            | No clasificó            | No clasificó             |
| 2012  | No clasificó            | No clasificó            | No clasificó            | No clasificó            | No clasificó            | No clasificó            | No clasificó            | No clasificó            | No clasificó            | No clasificó             |
| 2016  | Octavos de final        | 14°                     | 4                       | 1                       | 1                       | 2                       | 3                       | 6                       | -3                      | Duda, Weiss y Hamšík (1) |
| 2020  | Fase de grupos          | 19°                     | 3                       | 1                       | 0                       | 2                       | 2                       | 7                       | -5                      | Milan Škriniar (1)       |
| 2024  | Octavos de final        | 12°                     | 4                       | 1                       | 1                       | 2                       | 4                       | 5                       | –1                      | Ivan Schranz (3)         |
| 2028  | Por definirse           | Por definirse           | Por definirse           | Por definirse           | Por definirse           | Por definirse           | Por definirse           | Por definirse           | Por definirse           | Por definirse            |
| Total | 3/17                    | 24.º                    | 11                      | 3                       | 2                       | 6                       | 9                       | 18                      | -9                      | Ivan Schranz (3)         |

### Liga de Naciones de la UEFA
|              |              |              |           |           |           |           |           |           |           |                                         |              | Liga C       | Liga C    | Liga C    | Liga C    | Liga C    | Liga C    | Liga C    | Liga C    | Liga C                                  | Liga C |
| Edición      | Mov          | Resultado    | PJ        | PG        | PE        | PP        | GF        | GC        | Dif       | Goleador                                | Mov          | Resultado    | PJ        | PG        | PE        | PP        | GF        | GC        | Dif       | Goleador                                |        |
| ------------ | ------------ | ------------ | --------- | --------- | --------- | --------- | --------- | --------- | --------- | --------------------------------------- | ------------ | ------------ | --------- | --------- | --------- | --------- | --------- | --------- | --------- | --------------------------------------- | ------ |
| 2018-19      |              | Tercer lugar | 4         | 1         | 0         | 3         | 5         | 5         | 0         | Juraj Kucka (2)                         | En Liga B    | En Liga B    | En Liga B | En Liga B | En Liga B | En Liga B | En Liga B | En Liga B | En Liga B | En Liga B                               |        |
| 2020-21      | Salió        | Cuarto lugar | 6         | 0         | 3         | 3         | 5         | 8         | -3        | Ďuriš, Greguš, Hamšík,Mak y Schranz (1) | En Liga B    | En Liga B    | En Liga B | En Liga B | En Liga B | En Liga B | En Liga B | En Liga B | En Liga B | En Liga B                               |        |
| 2022-23      | En Liga C    | En Liga C    | En Liga C | En Liga C | En Liga C | En Liga C | En Liga C | En Liga C | En Liga C | En Liga C                               |              | Tercer lugar | 6         | 2         | 1         | 0         | 5         | 6         | -1        | Zreľák, Bero, Suslov, Weiss y Jirka (1) |        |
| Total Liga B | Total Liga B | Total Liga B | 10        | 1         | 3         | 6         | 10        | 13        | -3        | Juraj Kucka (2)                         | Total Liga C | Total Liga C | 6         | 2         | 1         | 0         | 5         | 6         | -1        | Zreľák, Bero, Suslov, Weiss y Jirka (1) |        |

## Jugadores

### Última convocatoria
Los siguientes jugadores fueron convocados para disputar los partidos contra Eslovenia correspondientes a la eliminatoria de permanencia en la División B de la Liga de Naciones 2024-25 celebrados en marzo de 2025.
| N.º | Nombre            | Posición      | Edad    | PJ  | Goles | Equipo                        |
| --- | ----------------- | ------------- | ------- | --- | ----- | ----------------------------- |
| 1   | Martin Dúbravka   | Portero       | 36 años | 52  | 0     | Newcastle United F. C.        |
| 12  | Marek Rodák       | Portero       | 28 años | 23  | 0     | Al-Ettifaq Club               |
| 23  | Dominik Takáč     | Portero       | 26 años | 0   | 0     | Š. K. Slovan Bratislava       |
| 2   | Peter Kováčik     | Defensa       | 23 años | 0   | 0     | F. K. Železiarne Podbrezová   |
| 3   | Marek Bartoš      | Defensa       | 28 años | 0   | 0     | Motor Lublin                  |
| 4   | Dominik Javorček  | Defensa       | 22 años | 0   | 0     | Holstein Kiel                 |
| 5   | Ivan Mesík        | Defensa       | 24 años | 2   | 0     | Heracles Almelo               |
| 6   | Norbert Gyömbér   | Defensa       | 33 años | 48  | 0     | Al-Kholood Club               |
| 14  | Milan Škriniar    | Defensa       | 30 años | 79  | 3     | Fenerbahçe S. K.              |
| 16  | Dávid Hancko      | Defensa       | 27 años | 50  | 5     | Feyenoord                     |
|     | Denis Vavro       | Defensa       | 29 años | 29  | 2     | V. f. L. Wolfsburgo           |
|     | Peter Pekarík     | Defensa       | 38 años | 134 | 2     | S. K. Dynamo České Budějovice |
|     | Adam Obert        | Defensa       | 22 años | 12  | 0     | Cagliari Calcio               |
| 8   | Ondrej Duda       | Mediocampista | 30 años | 83  | 15    | Hellas Verona F. C.           |
| 10  | László Bénes      | Mediocampista | 27 años | 32  | 2     | F. C. Union Berlin            |
| 13  | Patrik Hrošovský  | Mediocampista | 33 años | 57  | 0     | K. R. C. Genk                 |
| 19  | Tomáš Rigo        | Mediocampista | 23 años | 5   | 1     | F. C. Baník Ostrava           |
| 21  | Matúš Bero        | Mediocampista | 29 años | 38  | 1     | V. f. L. Bochum               |
| 22  | Stanislav Lobotka | Mediocampista | 30 años | 67  | 4     | S. S. C. Napoli               |
| 7   | Tomáš Suslov      | Delantero     | 23 años | 40  | 4     | Hellas Verona F. C.           |
| 9   | Róbert Boženík    | Delantero     | 25 años | 50  | 7     | Boavista F. C.                |
| 11  | Ľubomír Tupta     | Delantero     | 27 años | 12  | 0     | Widzew Łódź                   |
| 15  | Samuel Mráz       | Delantero     | 28 años | 7   | 1     | Motor Lublin                  |
| 17  | Lukáš Haraslín    | Delantero     | 29 años | 46  | 7     | A. C. Sparta Praga            |
| 18  | Ivan Schranz      | Delantero     | 31 años | 30  | 6     | S. K. Slavia Praga            |
| 20  | Dávid Ďuriš       | Delantero     | 26 años | 19  | 2     | M. Š. K. Žilina               |
|     | David Strelec     | Delantero     | 24 años | 28  | 7     | Š. K. Slovan Bratislava       |
|     | Leo Sauer         | Delantero     | 19 años | 4   | 0     | NAC Breda                     |
| DT  | Francesco Calzona | Entrenador    | 56 años | 14  |       |                               |

### Más participaciones

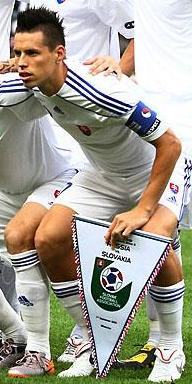
Marek Hamšík es el futbolista con más participaciones de Eslovaquia.

Actualizado al 15 de junio de 2024.
| #  | Jugador         | Periodo    | Partidos | Goles |
| -- | --------------- | ---------- | -------- | ----- |
| 1  | Marek Hamšík    | 2007-2023. | 138      | 26    |
| 2  | Peter Pekarík   | 2006-Act.  | 127      | 2     |
| 3  | Juraj Kucka     | 2008-Act.  | 107      | 14    |
| 4  | Miroslav Karhan | 1995-2011  | 107      | 14    |
| 5  | Martin Škrtel   | 2004-2019  | 104      | 6     |
| 6  | Ján Ďurica      | 2004-2017  | 91       | 4     |
| 7  | Róbert Vittek   | 2001-2016  | 82       | 23    |
| 8  | Róbert Mak      | 2013-Act.  | 80       | 16    |
| 9  | Vladimír Weiss  | 2009-Act.  | 77       | 8     |
| 10 | Tomáš Hubočan   | 2006-2021  | 73       | 0     |

### Máximos goleadores

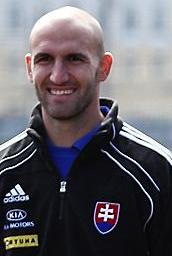
Róbert Vittek es el segundo máximo goleador de Eslovaquia con 23 goles.

Actualizado al 15 de junio de 2024
| #  | Jugador          | Periodo   | Goles | PJ. | Promedio |
| -- | ---------------- | --------- | ----- | --- | -------- |
| 1  | Marek Hamšík     | 2007-2023 | 26    | 138 | 0.19     |
| 2  | Róbert Vittek    | 2001-2016 | 23    | 82  | 0.28     |
| 3  | Szilárd Németh   | 1996-2006 | 22    | 59  | 0.37     |
| 4  | Róbert Mak       | 2013-Act. | 16    | 79  | 0.20     |
| 5  | Marek Mintál     | 2002-2009 | 14    | 45  | 0.31     |
| 6  | Miroslav Karhan  | 1995-2011 | 14    | 107 | 0.13     |
| 7  | Juraj Kucka      | 2008-Act. | 14    | 107 | 0.13     |
| 8  | Adam Nemec       | 2006-2019 | 13    | 43  | 0.30     |
| 8  | Stanislav Šesták | 2004-2016 | 13    | 66  | 0.20     |
| 10 | Ondrej Duda      | 2014-Act. | 13    | 72  | 0.17     |

## Seleccionadores
| Entrenador                  | Periodo                 | Periodo                 | PD  | G   | E  | P   |
| --------------------------- | ----------------------- | ----------------------- | --- | --- | -- | --- |
| Jozef Vengloš               | 6 de abril de 1993      | 15 de junio de 1995     | 16  | 5   | 4  | 7   |
| Jozef Jankech               | 4 de julio de 1995      | 23 de octubre de 1998   | 34  | 18  | 6  | 10  |
| Dušan Radolský              | 10 de noviembre de 1998 | -----                   | 1   | 0   | 0  | 1   |
| Dušan Galis                 | 1 de enero de 1999      | 23 de febrero de 1999   | 0   | 0   | 0  | 0   |
| Jozef Adamec                | 26 de febrero de 1999   | 30 de noviembre de 2001 | 34  | 13  | 11 | 10  |
| Anton Dragúň                | 17 de noviembre de 1999 | 25 de noviembre de 2001 | 4   | 1   | 0  | 3   |
| Stanislav Griga             | 21 de junio de 2001     | 25 de junio de 2001     | 3   | 1   | 0  | 2   |
| Ladislav Jurkemik           | 1 de febrero de 2002    | 31 de diciembre de 2003 | 19  | 6   | 5  | 8   |
| Dušan Galis                 | 1 de enero de 2004      | 12 de octubre de 2006   | 31  | 12  | 12 | 7   |
| Ján Kocian                  | 2 de noviembre de 2006  | 30 de junio de 2008     | 17  | 3   | 5  | 9   |
| Vladimír Weiss              | 7 de julio de 2008      | 31 de enero de 2012     | 40  | 16  | 8  | 16  |
| Michal Hipp (int.)          | 1 de enero de 2012      | 29 de febrero de 2012   | 1   | 1   | 0  | 0   |
| Stanislav Griga Michal Hipp | 26 de abril de 2012     | 13 de junio de 2013     | 12  | 3   | 4  | 5   |
| Ján Kozák                   | 2 de julio de 2013      | 14 de octubre de 2018   | 56  | 29  | 10 | 17  |
| Štefan Tarkovič (int.)      | 15 de octubre de 2018   | 21 de octubre de 2018   | 1   | 0   | 1  | 0   |
| Pavel Hapal                 | 22 de octubre de 2018   | 16 de octubre de 2020   | 16  | 6   | 4  | 6   |
| Oto Brunegraf (int.)        | 14 de octubre de 2020   | -----                   | 1   | 0   | 0  | 1   |
| Štefan Tarkovič             | 20 de octubre de 2020   | 7 de junio de 2022      | 22  | 8   | 7  | 7   |
| Samuel Slovák (int.)        | 8 de junio de 2022      | 13 de junio de 2022     | 2   | 1   | 0  | 1   |
| Francesco Calzona           | 30 de agosto de 2022    | presente                | 14  | 7   | 4  | 3   |
| Total                       | Total                   | Total                   | 324 | 130 | 81 | 113 |

 Actualización: 19 de noviembre de 2023 (tras el partido contra Bosnia Herzegovina)

### Oficiales
- Sitio web oficial (en eslovaco)
- Eslovaquia en UEFA.com
- Eslovaquia Archivado el 29 de noviembre de 2014 en Wayback Machine. en FIFA.com

### Otros enlaces
- Archivos de partidos en RSSSF
- Archivos de jugadores internacionales eslovacos en RSSSF
- Futaréna.sk - Alineaciones y resultados históricos de la selección de Eslovaquia

- Datos: Q174512
- Multimedia: Slovakia national association football team / Q174512
- Noticias: Categoría:Selección de fútbol de Eslovaquia